# Bernardo Antonio de’ Medici

Wappen der Medici

Bernardo Antonio de’ Medici (* um 1476 in Florenz; † 1552 ebendort) war ein katholischer Bischof und italienischer Botschafter und gilt als einer der einflussreichsten Botschafter von Cosimo I. de’ Medici, Herzog der Toskana.

## Leben
Der Sohn von Antonio  de’ Medici, aus einem Nebenzweig der Medici, und Selvaggia di Felice del Beccuto war für eine kirchliche Laufbahn bestimmt. 1519 wurde an Stelle seines Onkels Leonardo de’ Medici mit der Pfarre San Pietro a Vaglia in Mugello betraut. 1528 wurde er zum Bischof von Forlì ernannt. Dieses Amt behielt er bis 1551, so dass er in den Quellen oft nur als „der Bischof von Forlì“ bezeichnet wird. Am 23. Oktober 1551 wurde er in die Diözese Cassano versetzt.
Cosimo I. de’ Medici beauftragte ihn 1537 mit der heiklen Aufgabe, von Karl V. von Habsburg die Bestätigung seiner Nachfolge im Herzogtum nach der Ermordung von Alessandros zu erwirken.
Im selben Jahr wurde er nach Frankreich und Genua entsandt. Einen neuen Auftrag erhielt er im November 1539 um in Neapel den Vizekönig zum Tod seiner Gattin zu kondolieren. Im Jahr 1540 gehörte er zu den Gründern der Accademia degli Umidi.
Bernardo wurde 1544 zu König Franz I. entsandt um die Interessen des Herzogtums zu vertreten. Nachdem er in der Frage des Vorrangs gegenüber Ferrara keinen Fortschritt erzielen konnte, brach er die Mission 1545 ab.
1547 wurde er als Botschafter an den kaiserlichen Hof entsandt. 1551 beendete er sein Mandat und reiste nach Florenz zurück, nachdem er vom neuen Botschafter Pierfilippo Pandolfini ersetzt worden war.
Bernardo verstarb 1552 in Florenz.